# Bosque nacional de Inyo
El bosque nacional de Inyo (en inglés: Inyo National Forest) es un bosque nacional de Estados Unidos. El bosque cubre parte de la Sierra Nevada del este de California y las montañas Blancas de California y Nevada. Contiene dos espacios naturales: el área salvaje John Muir y el área salvaje Ansel Adams. El bosque alberga varios puntos importantes, incluyendo el monte Whitney, el punto más alto en los estados contiguos de Estados Unidos; y el pico Boundary, el punto más alto en Nevada, además el bosque de pino antiguo de Bristlecone que protege algunos de los árboles más antiguos del mundo.